# Maurice Grimaud
Maurice Grimaud (Annonay, 11 de noviembre de 1913 – 16 de julio de 2009) fue el jefe de policía de la ciudad de París durante las protestas estudiantiles del mayo de 1968. Se le atribuye haber evitado una escalada de violencia y derramamiento de sangre durante los disturbios de mayo de 1968.
Grimaud comenzó su carrera en el servicio civil en el Protectorado francés de Marruecos en Rabat. Posteriormente, trabajó en Argelia y Alemania. Grimaud también trabajó como gobernador local y ayudante del por aquel entonces Ministro del Interior François Mitterrand.

## Actuación policial en el mayo de 1968
Grimaud sucedió a Maurice Papon como Prefecto de Policía, tomando el mando de las fuerzas policiales de París en 1967. Grimaud continuaría sirviendo como jefe de policía hasta 1971, cuando fue relevado por Jacques Lenoir.
Las protestas del mayo del 68 comenzaron inicialmente en la Universidad de Nanterre, situada al oeste de París, cuando los estudiantes exigieron que se permitiera a hombres y mujeres visitar el dormitorio de los otros. Las demandas de los estudiantes pronto se expandieron, básicamente desafiando a todo la sociedad gaullista. Las protestas se intensificaron rápidamente en todo el país, ya que los sindicatos franceses se declararon en huelga en solidaridad con los estudiantes, lo que llevó a 10 millones de trabajadores sindicalizados a convocar una huelga general.
Manifestantes estudiantiles ocuparon edificios en el margen izquierdo del Sena y la Universidad de la Sorbona. A Grimaud se le atribuye el inicio de un diálogo con los manifestantes estudiantiles y la promoción de la moderación policial frente a las protestas.
Maurice Grimaud comenzó el 16 de julio de 2009 en París a los 95 años.